# Теорема Акра-Баззи
В информатике и теории вычислимости метод Акра–Баззи, или теорема Акра–Баззи, используется для исследования асимптотического поведения рекуррентных функций, которые возникают при анализе алгоритмов типа «разделяй и властвуй», где подзадачи имеют существенно разные размеры. Данный метод является обобщением основной теоремы о рекуррентных соотношениях, которая предполагает, что подзадачи на каждом уровне рекурсии имеют одинаковый размер. Теорема названа в честь математиков Мохамада Акры и Луая Баззи.

## Формулировка
Метод Акра–Баззи применяется к рекуррентным формулам вида: 
{\displaystyle T(x)=g(x)+\sum _{i=1}^{k}a_{i}T(b_{i}x+h_{i}(x))\;\;{\text{для }}x\geq x_{0},}
для которых выполнено:
- {\displaystyle x_{0}={\text{const}}},

- при малых {\displaystyle x} искомая рекуррента {\displaystyle T(x)={\text{const}}=O(1)}, где {\displaystyle O} обозначает нотацию {\displaystyle O}-большое,
- {\displaystyle a_{i}} и {\displaystyle b_{i}} являются константами {\displaystyle \forall i\in {\overline {1,k}}},
- {\displaystyle a_{i}>0} {\displaystyle \forall i\in {\overline {1,k}}},
- {\displaystyle 0<b_{i}<1} {\displaystyle \forall i\in {\overline {1,k}}},
- {\displaystyle \left|g'(x)\right|\in O(x^{c})}, где {\displaystyle c} - константа,
- {\displaystyle \left|h_{i}(x)\right|\in O\left({\frac {x}{(\log x)^{2}}}\right)} {\displaystyle \forall i\in {\overline {1,k}}}.

Асимптотическое поведение рекурренты {\displaystyle T(x)} находится путем определения значения {\displaystyle p} для которого {\displaystyle \sum _{i=1}^{k}a_{i}b_{i}^{p}=1} и последующей подстановкой этого значения в выражение: 
{\displaystyle T(x)\in \Theta \left(x^{p}\left(1+\int _{1}^{x}{\frac {g(u)}{u^{p+1}}}du\right)\right).}
Под {\displaystyle \Theta } здесь имеется в виду одновременное выполнение условий {\displaystyle O}-большое (ограниченность сверху) и {\displaystyle \Omega } (ограниченность снизу).

## Замечание
Отметим, что функции {\displaystyle h_{i}(x)} можно рассматривать как небольшие возмущения в аргументах рекурренты {\displaystyle T}. Учитывая, что {\displaystyle \lfloor b_{i}x\rfloor =b_{i}x+(\lfloor b_{i}x\rfloor -b_{i}x)} и что абсолютная величина {\displaystyle \lfloor b_{i}x\rfloor -b_{i}x} всегда находится в интервале между 0 и 1, можно использовать добавки {\displaystyle h_{i}(x)} для исключения взятия целой части аргумента. К примеру, рекуррентные формулы {\displaystyle T(n)=n+T\left({\frac {1}{2}}n\right)} и  {\displaystyle T(n)=n+T\left(\left\lfloor {\frac {1}{2}}n\right\rfloor \right)} будут, согласно теореме Акра–Баззи, иметь одинаковое асимптотическое поведение.

## Пример 1
Пусть {\displaystyle T(n)} задаётся системой:
{\displaystyle {\begin{cases}T(n)=1,\;{\text{для}}\;0\leq n\leq 3,\\T(n)=n^{2}+{\frac {7}{4}}T\left(\left\lfloor {\frac {1}{2}}n\right\rfloor \right)+T\left(\left\lceil {\frac {3}{4}}n\right\rceil \right),\;{\text{для}}\;n>3.\end{cases}}}
Применим метод Акра-Баззи для поиска асимптотики на {\displaystyle T(n)}, так как все условия теоремы выполнены. Сначала необходимо найти значение {\displaystyle p}, решив уравнение {\displaystyle {\frac {7}{4}}\left({\frac {1}{2}}\right)^{p}+\left({\frac {3}{4}}\right)^{p}=1}. В данном примере {\displaystyle p=2}. Далее, используя формулу Акра-Баззи, можно определить асимптотическое поведение следующим образом:
{\displaystyle {\begin{aligned}T(x)&\in \Theta \left(x^{p}\left(1+\int _{1}^{x}{\frac {g(u)}{u^{p+1}}}\,du\right)\right)=\\&=\Theta \left(x^{2}\left(1+\int _{1}^{x}{\frac {u^{2}}{u^{3}}}\,du\right)\right)=\\&=\Theta (x^{2}(1+\ln {(x)}))=\\&=\Theta (x^{2}\log {(x)}).\end{aligned}}}

## Пример 2
Рассмотрим в качестве примера алгоритм классической сортировки слиянием. На каждом уровне рекурсии функция сортировки вызывает себя дважды на половинных наборах входных данных и выполняет слияние подмассивов, производя в худшем случае {\displaystyle n-1} сравнение. Таким образом, рекуррентная формула для сортировки слиянием даётся системой: 
{\displaystyle {\begin{cases}T(0)=0,\\T(n)=T\left(\left\lfloor {\frac {1}{2}}n\right\rfloor \right)+T\left(\left\lceil {\frac {1}{2}}n\right\rceil \right)+n-1,\;{\text{для}}\;n\in \mathbb {N} .\end{cases}}}
Применим метод Акра-Баззи для поиска асимптотики на {\displaystyle T(n)}, так как все условия теоремы выполнены. Сначала необходимо найти значение {\displaystyle p}, решив уравнение {\displaystyle \left({\frac {1}{2}}\right)^{p}+\left({\frac {1}{2}}\right)^{p}=1}. В данном примере {\displaystyle p=1}. Далее, используя формулу Акра-Баззи, можно определить асимптотическое поведение следующим образом:
{\displaystyle {\begin{aligned}T(x)&\in \Theta \left(x^{p}\left(1+\int _{1}^{x}{\frac {g(u)}{u^{p+1}}}\,du\right)\right)=\\&=\Theta \left(x\left(1+\int _{1}^{x}{\frac {u}{u^{2}}}\,du\right)\right)=\\&=\Theta (x(1+\ln {(x)}))=\\&=\Theta (x\log {(x)}).\end{aligned}}}

## Значение
Метод Акра–Баззи эффективнее большинства других методов определения асимптотического поведения, поскольку он технически удобен и охватывает очень широкий класс задач. В основном данный метод применяется для оценки времени выполнения алгоритмов типа «разделяй и властвуй».

## Внешние ссылки
- O Método de Akra-Bazzi na Resolução de Equações de Recorrência  (порт.)